# 7,5 cm FK 38
7,5 cm  Feldkanone 38 (7,5 cm FK 38) – niemiecka armata polowa z okresu II wojny światowej. Armata FK 38 miała łoże kołowe, dwuogonowe, rozstawne. Zamek klinowy, lufa zakończona hamulcem wylotowym. Zasilanie amunicją zespoloną. Trakcja motorowa lub konna (6 koni).